# Schloss Liebenau (Graz)

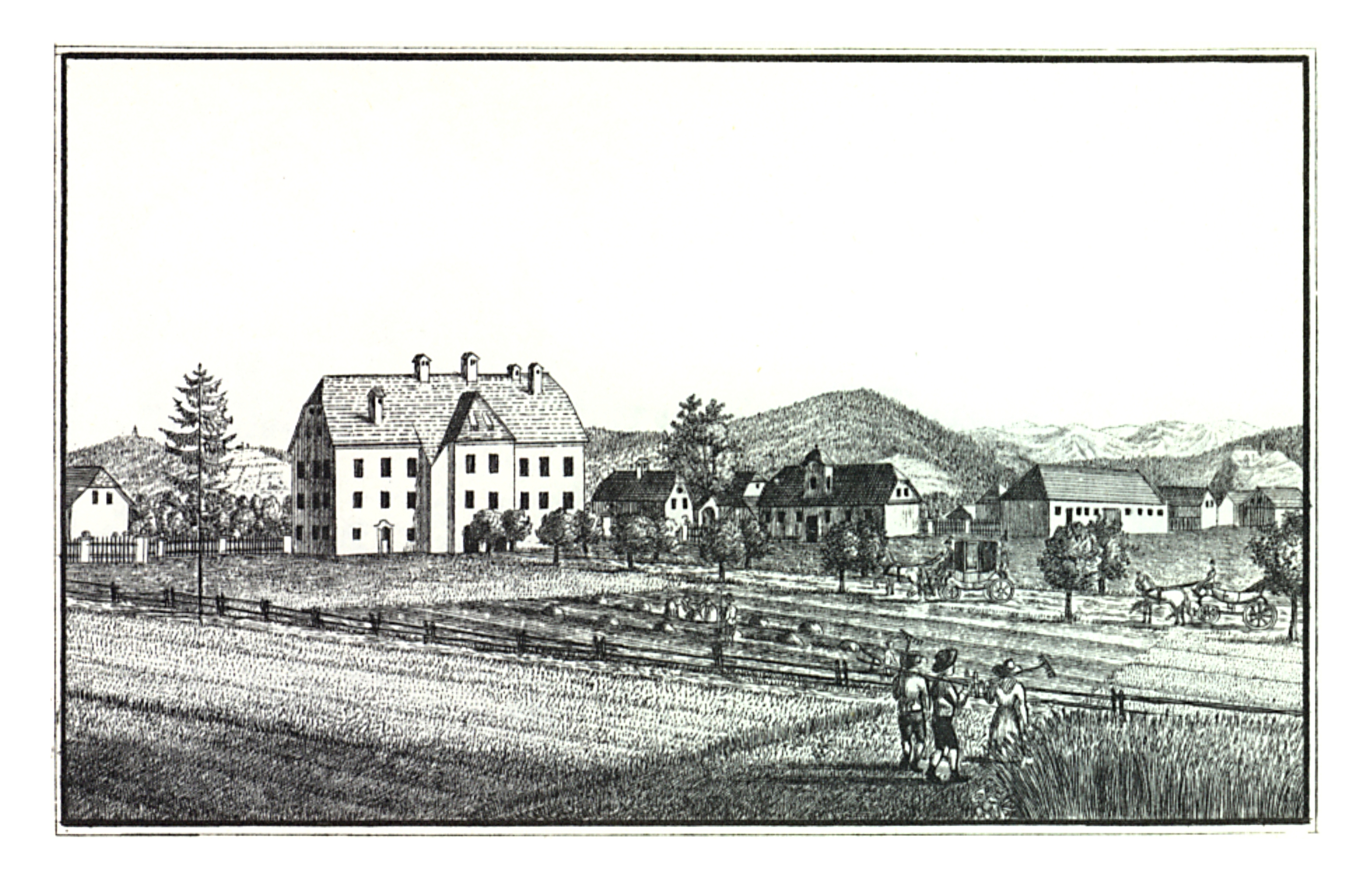
Schloss Liebenau um 1830, Lith. Anstalt J.F. Kaiser, Graz

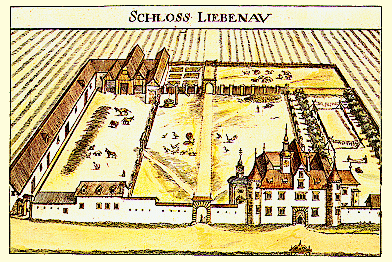
Schloss Liebenau im 17. Jahrhundert.

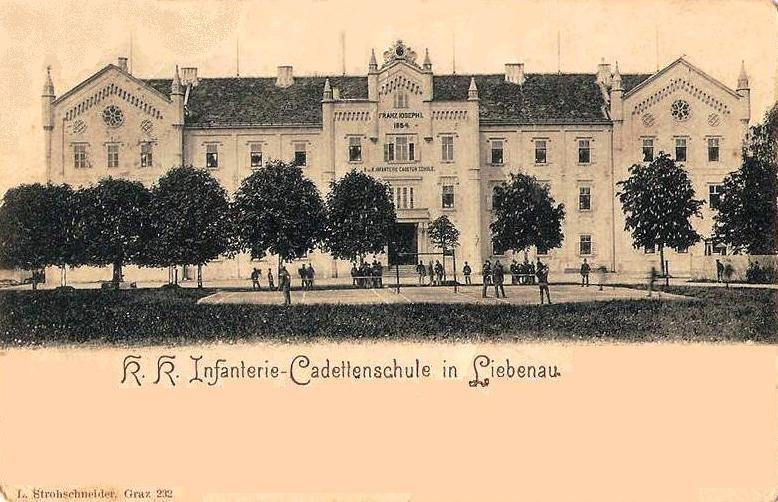
Das 1854 am Ort des früheren Schlosses errichtete Gebäude S. M. Kadettenschule, ~1900.

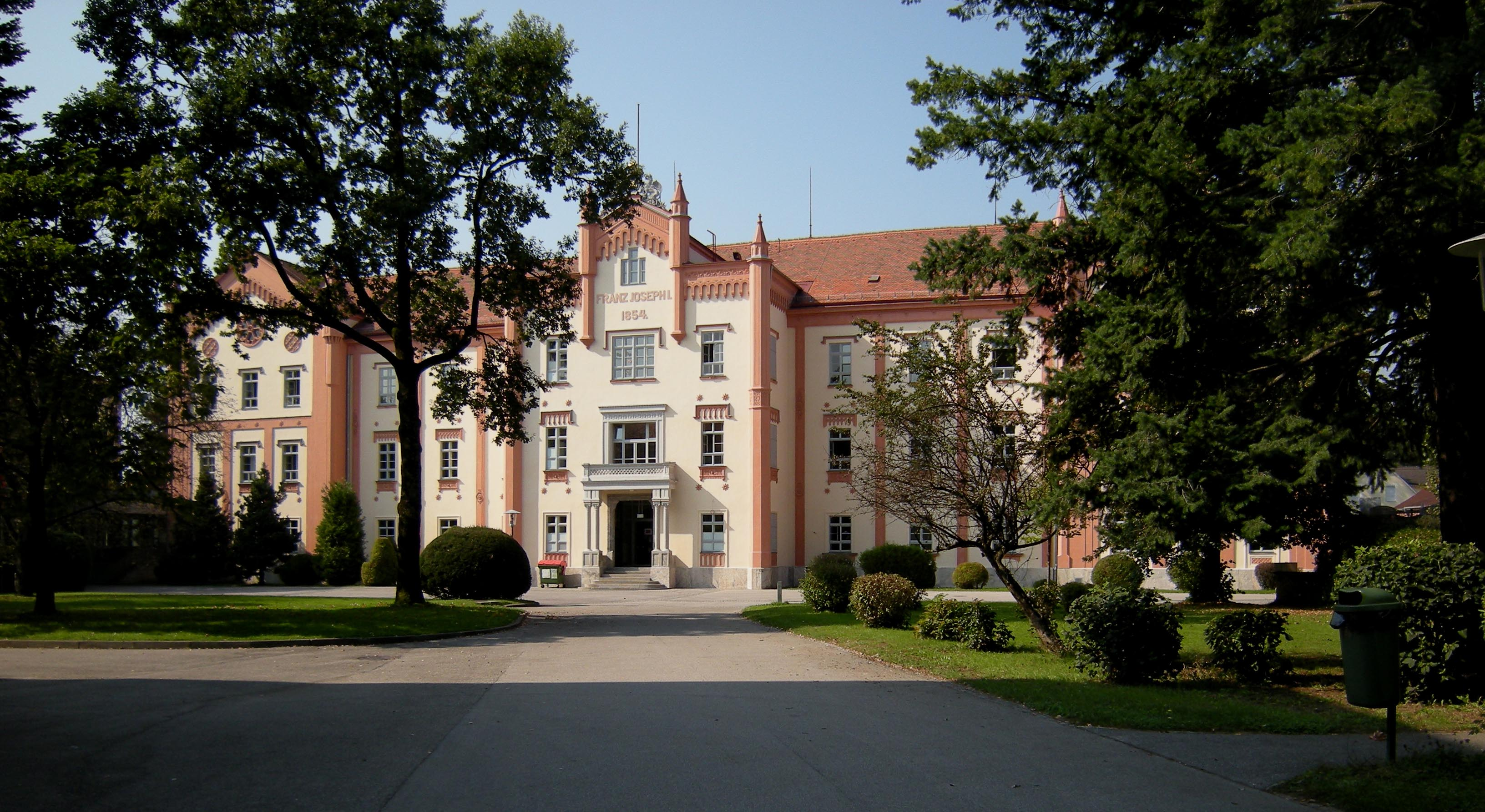
Dasselbe, 2009.

Das Schloss Liebenau, bis zur Mitte des 17. Jahrhunderts auch Vatersdorf genannt, ab 1854 als Kadettenschule bekannt, war ein Grazer Schloss in der Kadettengasse im Stadtbezirk Liebenau. Ab den 1920er Jahren wurde das Gebäude von 1854 als Schulgebäude einer BEA genutzt, danach als eines des Bundesgymnasium und Bundesrealgymnasiums Graz Liebenau, mit erheblichen Anbauten.
Die Geschichte des Areals geht bis auf das 12. Jahrhundert zurück. Die Form von dzt. 2012 stammt zu erheblichem Teil aus 1854 und steht unter Denkmalschutz.

## Geschichte

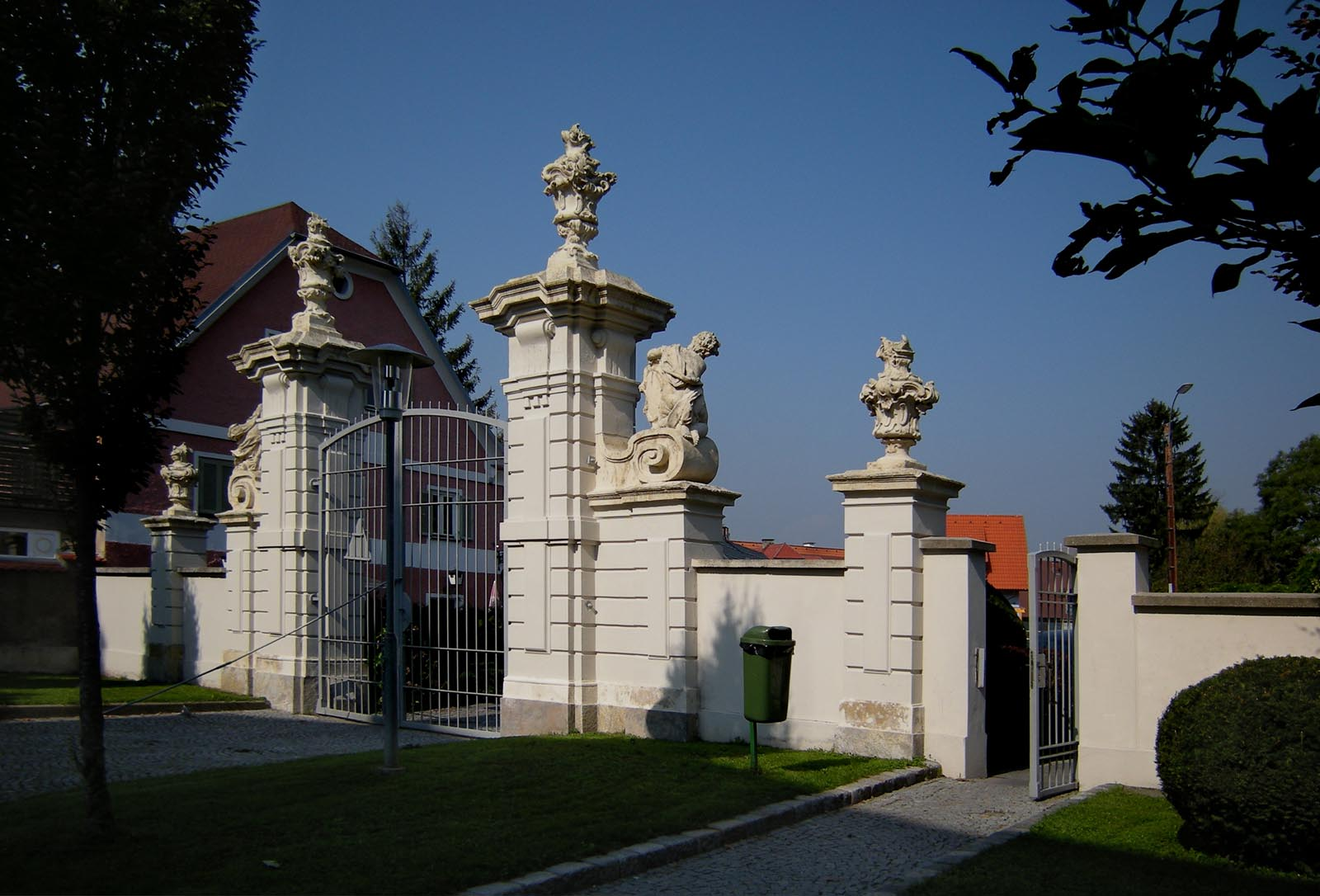
Denkmalgeschützte barocke Toranlage

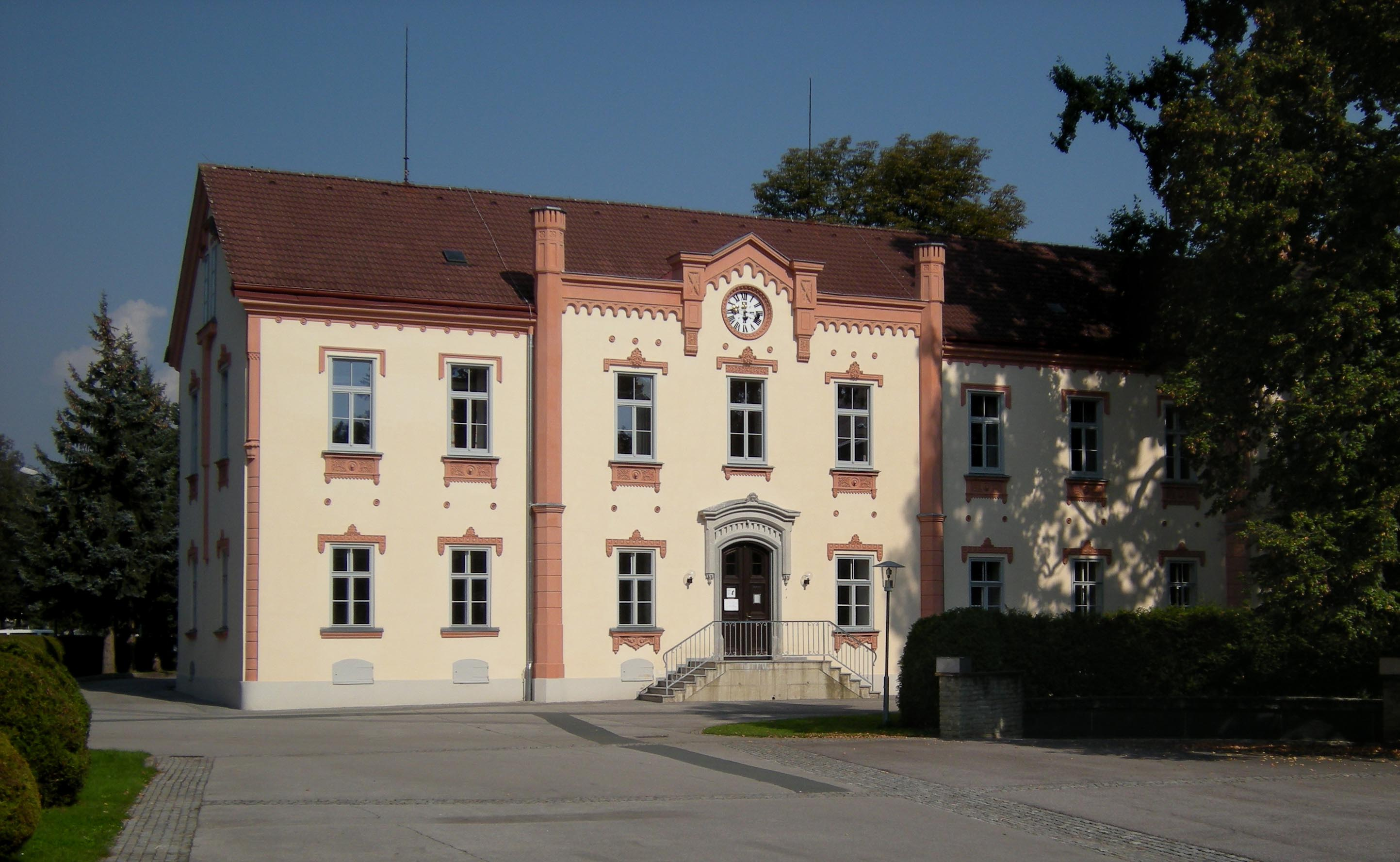
Nebengebäude

Das Schloss Liebenau gehört zu den ältesten Edelsitzen von Graz und wurde wahrscheinlich errichtet, um die Schifffahrt auf der Mur zu sichern. Es wurde als Edelhof zusammen mit dem gleichnamigen Dorf durch einen Dienstmann von Hadmar von Ennstal oder Hadmar von Dunkelstein errichtet. Um 1164 waren der Hof und das Dorf im Besitz eines Heinrich von Vatersdorf. Nach Heinrichs Tod ging das Gut an die Landesfürsten über. Der 1224 genannte Pertholdus, Richter zu Vatersdorf, dürfte ein Beamter der Landesfürsten gewesen sein dessen Sitz auf dem Gut war. 1387 erhielt Friedrich I. von Graben das Dorf als Lehen. Wahrscheinlich nutzte er oder einer seiner Diener den Hof als Sitz.
Im Jahre 1411 wurde der Hof von Herzog Ernst an Friedrich Egkhler verliehen. 1440 gingen Hof und Dorf Vatersdorf an Thomas Gybinger über. Da aber bereits 1443 ein Hof an Georg Ekerler verliehen wurde, ist es wahrscheinlich, dass es zu jener Zeit zwei Lehenshöfe auf dem Gut gab. Anzunehmen ist, dass der Hof, den Thomas Gybinger erhielt, der ältere und damit der eigentliche Edelshof war. 1468 kaufte Thomas Gybinger Ekerler den Hof ab und vereinigte ihn mit seinem eigenen. Aufgrund der Baumkircher Fehde, sowie des Türken- und den Ungarnkriegs, konnte er das Lehen jedoch erst am 21. März 1500 antreten. Nach dem Tod von Gybingers Enkelin Elisabeth im Jahre 1559 kam es zu Erbstreitigkeiten unter deren drei Kindern. 1561 wurde bestimmt, dass der Onkel der Kinder, Sebastian Drikhopf, das Lehen erhalten solle. Da dieser jedoch noch im selben Jahr verstarb, ging das Gut an den mittlerweile volljährigen Sohn Elisabeths, Christof Drikhopf. Durch die vielen Prozesse und Streitigkeiten war der Hof hoch verschuldet und Christof musste ihn 1569 an David von Lenheim versetzen. Christof erhielt zwar 1572 das Lehen am Hof, verstarb aber im Jahr darauf. Von Christofs Erben wurde der Hof an Hans Friedrich Hofmann verkauft.
1591 kam das Gut an Stephan Speidl. 1601 verkaufte Speidls Witwe den Hof an den fürstlichen Kammerrat Peter Cascal. Cascal kaufte bis zu seinem Tod im Jahr 1610 mehrere Grundstücke auf, um das Gut zu vergrößern. Seine Witwe Maria Salome verkaufte das Anwesen 1620 an das Stift Vorau. Das Stift nutzte Vatersdorf als Erholungsort für kranke Stiftsangehörige, baute unter anderem einen Bergfried und verlieh ihn den Namen Liebenau. 1649 verkaufte das Stift das Schloss an Johann Maximilian Grafen von Herberstein. Nach seinem Tod 1681 ging das Gut an dessen Tochter Maria Catharina Gräfin Purgstall. Nach Maria Catharinas Tod im Jahre 1681 kam es erneut zu Erbstreitigkeiten zwischen ihrer Tochter Maria Louise Gräfin Colloredo und deren Vater Johann Ernst Graf Purgstall, der seine zweite Frau Anna Margaretha als Erbin einsetzte. 1695 wurde das Gut Maria Louise zugesprochen. Ihr Sohn Camillo Liebenau verkaufte nach und nach Grundstücke des Gutes, ehe er 1756 das Gut selbst an Andree Graf Gaisruck verkaufte. Zum Anwesen gehörte zumindest im 18. Jahrhundert das Fischrecht auf der Mur.
1790 wurde Liebenau von Alois Graf Trauttmansdorff erworben. Sein Sohn Vinzenz musste die Herrschaft 1829 aufgrund von hohen Schulden an Alexander von Kottowitz zwangsverkaufen. Am 22. Oktober 1852 erstand der Militär-Ärar das Schloss. Ab 1853 wurde das Schloss umgebaut und am 6. September 1854 wurde eine Artillerie-Schulkompanie eröffnet. Ab 1875 wurden hier zuerst eine Divisionsschule und danach eine Kadettenschule untergebracht. 1919 wurde die Kadettenschule zu einer Bundeserziehungsanstalt für Knaben umgewandelt. Seit den 1970er Jahren befindet sich ebendort das BG/BORG Graz Liebenau.

## Beschreibung
Der ursprüngliche Wehrbau war wahrscheinlich nicht groß und wurde von einer Mauer und einem Wassergraben umgeben. Um 1680 war der Edelsitz von Türmen umgeben, die aber bis 1852 abgerissen wurden. Der genaue Zeitpunkt des Abbruchs ist ebenso wenig bekannt wie das Auffüllen des Wassergrabens.
1852 war der Edelsitz zweistöckig.
Das Schulgebäude der ehemaligen Kadettenschule mit barocker Toranlage (Listeneintrag) wie auch das Nebengebäude (Listeneintrag) sind denkmalgeschützt.
Bei der Anlage befindet sich ein ebenfalls denkmalgeschütztes Kriegerdenkmal (Listeneintrag).